# Calorophus
Calorophus  es un género con dos especies de plantas herbáceas perteneciente a la familia Restionaceae. Es originario del sudeste de Australia.

## Especies deCalorophus
- Calorophus elongatus Labill., Nov. Holl. Pl. 2: 78 (1806).
- Calorophus erostris (C.B.Clarke) L.A.S.Johnson & B.G.Briggs in W.M.Curtis & D.I.Morris, Stud. Fl. Tasman. 4B: 425 (1994).